# 올리버 파커
올리버 파커(Oliver Parker, 1960년 9월 6일 ~ )은 잉글랜드의 영화 감독으로, 너새니얼 파커의 형이다.

## 작품 목록
- 헬레이저
- 헬레이저 2
- 심야의 공포
- 돈가방을 든 수녀
- 오델로 (1995년 영화)
- 이상적인 남편 (영화)
- 진지함의 중요성 (영화)
- 세인트 트리니안스
- 도리안 그레이 (2009년 영화)
- 쟈니 잉글리쉬 2: 네버다이
- 스위밍 위드 맨